# 乙部館
乙部館（おとべだて）は、岩手県盛岡市乙部にあった日本の城。現在は宅地や畑地になっている。

## 歴史
かつての陸奥国志和郡乙部村に所在し、鎌倉時代の弘安3年（1280年）に平泉中尊寺の経蔵別当・永栄が、弟子・朝賢に譲与した所領の一部に村名が見られ、南北朝時代の康永3年（1344年）にも再確認されている。
鎌倉時代から室町時代にかけて、志和郡東部には、河村氏の一党が居住している。稗貫郡の新堀や大迫に通じる要地で中世の宿駅があり、北の不来方郷（盛岡）にも通じ、北上川と乙部川の合流点にあった。
築城年代は不明であるが、古館は天正年間（1573年-1592年）の頃、斯波氏の家臣・乙部兵庫の拠ったとこで、同16年、同氏族滅亡後、南部藩家臣・福士右衛門尉の居城となった。
天正20年（1592年）の『諸城破却書上』には、「乙部 平城 破 福士右衛門 持分」とあり、破却された。

## 参考資料
- 『岩手県史 第3巻 中世篇 下』岩手県、1961年10月20日。
- （有）平凡社地方資料センター『日本歴史地名大系 第3巻 岩手県の地名』平凡社、1990年7月13日。ISBN 4-582-91022-X。